# Peravurani
Peravurani là một thị xã panchayat của quận Thanjavur thuộc bang Tamil Nadu, Ấn Độ.

## Địa lý
Peravurani có vị trí 10°18′B 79°11′Đ / 10,3°B 79,18°Đ Nó có độ cao trung bình là 16 mét (52 feet).

## Nhân khẩu
Theo điều tra dân số năm 2001 của Ấn Độ, Peravurani có dân số 21.025 người. Phái nam chiếm 49% tổng số dân và phái nữ chiếm 51%. Peravurani có tỷ lệ 70% biết đọc biết viết, cao hơn tỷ lệ trung bình toàn quốc là 59,5%: tỷ lệ cho phái nam là 79%, và tỷ lệ cho phái nữ là 63%. Tại Peravurani, 11% dân số nhỏ hơn 6 tuổi.